# Lobo (artista plástico)
Marcio Batista (São Paulo, 19 de novembro de 1973), mais conhecido como Lobo, é um artista plástico brasileiro.
Considerado um dos artistas brasileiros referência em pop art no Brasil, já pintou quadros para personalidades como Luciano Huck, Angélica, Camila Coelho, Sabrina Sato, Michel Teló, entre outros. Também já participou de projetos junto com as empresas Heineken, MercadoLivre, Bauducco, Viva Schin, entre outras.

## Vida e obra
Artista Lobo nasceu no dia 19 de novembro de 1973. Lobo iniciou sua carreira em 1991, trabalhando em agências de publicidade e desenvolvendo habilidades em design de embalagens e merchandising mas desde pequeno se interessou pelas artes plásticas.
Já no colégio, o artista fazia capas de cadernos para seus amigos e na adolescência começou a desenhar camisetas para algumas marcas.
Começou a trabalhar com propaganda em 1991 e em 2003 após passar 12 anos trabalhando com publicidade, ele descobriu seu talento para a pintura. Alguns anos depois seu estilo começou a amadurecer e decidiu deixar as raízes inspiradas por Keith Haring, Andy Warhol para desenvolver uma linguagem própria.

## Carreira do Artista Lobo

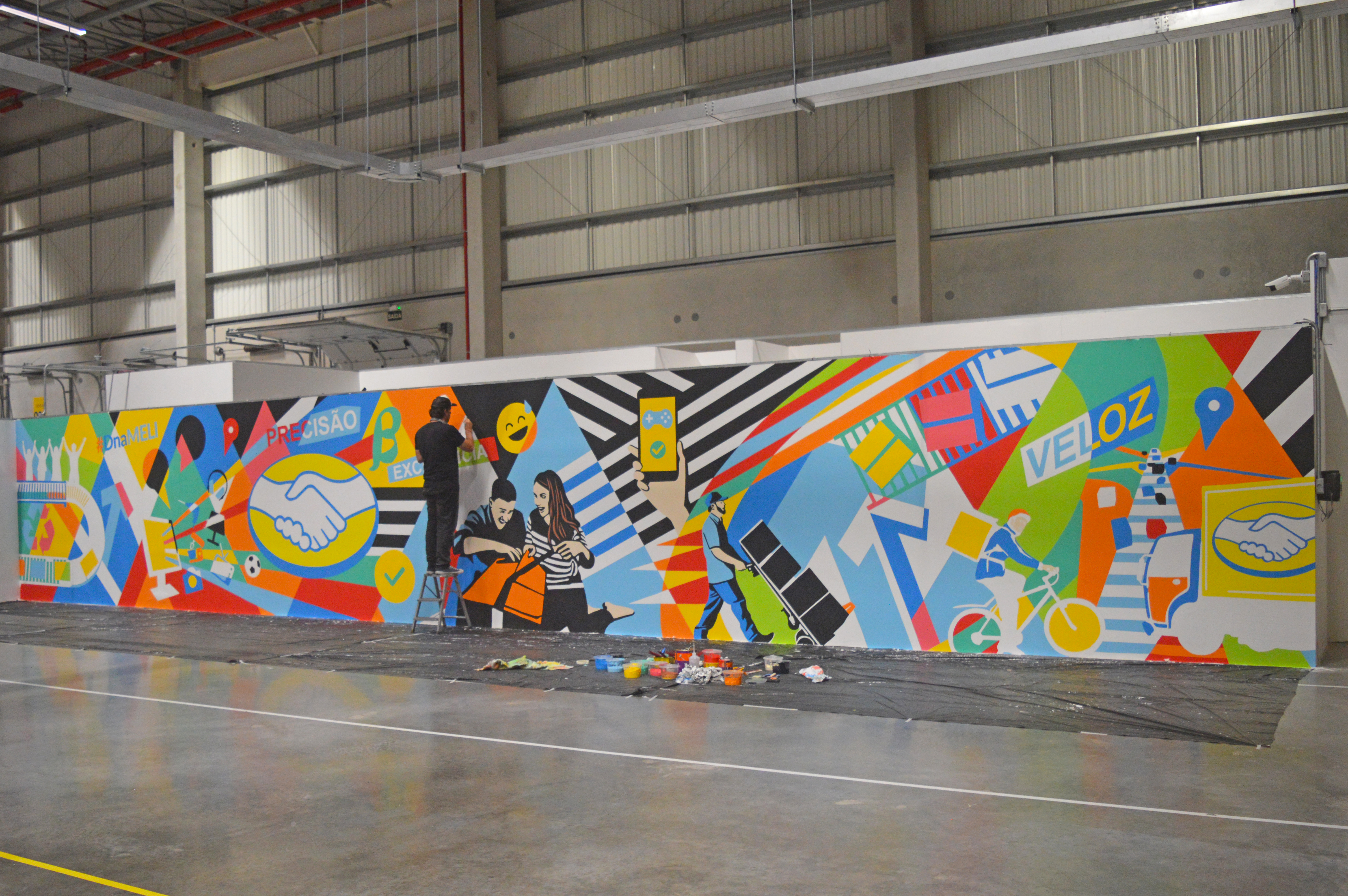
Artista plástico Lobo em pintura Mural para o Mercado Livre

O trabalho do Artista Lobo está ligado com sua vivência em observar tudo o que cerca, desde elementos da cultura brasileira, folclore, natureza e aspectos da cultura dos países que visita.
Lobo começou a pintar em 2003 e fez sua primeira exposição no restaurante Piola, em São Paulo.

Em 2006, o artista que ainda assinava como Lobão, acompanhou a Banda mineira Jota Quest em sua Turnê, Até onde vai, com uma exposição de obras que retratam músicas, clipes e cenas da banda mineira.
Em 2008, a versão brasileira da revista Rolling Stone comemorou dois anos de atividades no País, com uma festa com o tema “Atitude que muda o mundo”. Para ilustrar o tema, a revista convidou o artista, que fez uma exposição onde retratou algumas capas da revista e pessoas que de alguma forma mudaram o mundo, como Ayrton Senna, Elvis Presley, Paulo Coelho, Bob Marley entre outros.
Em 2009 participou da Casa Cor São Paulo, o artista contribuiu neste projeto com duas telas inspiradas no trabalho e traços de Burle Marx e conta também com sua arte nas portas do banheiro, onde em formatos de mosaicos mostra o rosto do paisagista.
Em 2010 criou um painel para a Bookstore da Livraria Saraiva, com destaque da escritora brasileira Clarice Lispector, o poeta Pablo Neruda e o escritor Jorge Amado.
Em 2011 foi convidado para participar do Brazilian Festival in Amsterdam na Holanda. Realizada no luxuoso Mint Hotel, a exposição “Sambadam” integrava elementos culturais da Holanda e do Brasil, o artista Lobo retratou ícones das duas culturas como Pelé, Carmem Miranda, Anne Frank (que passou a maior parte da vida em Amsterdã), caipirinha as bicicletas que são o meio de transporte mais popular da Holanda, também foram retratadas.
Em 2013 participa da exposição M – de Marilyn a Madonna. O artista retratou as duas loiras em dois quadros que fazem homenagem as essas duas mulheres que são reconhecidas no mundo. Madonna é reconhecida como a artista musical mais bem-sucedida pelo Guiness Book e Marilyn Monroe é um ícone da cultura popular americana segundo o livro The Guide to United States Popular Culture. Parte da renda arrecadada na exposição foi doada à ONG Banco de Alimentos que luta contra a fome e o desperdício de alimentos.
Em 2013, Lobo foi convidado pela Gillete para participar de lançamento de aparelhos de barbear em homenagem à Seleção Brasileira de futebol, o evento aconteceu em Miami
.
Neste mesmo ano é convidado pelo cartunista Maurício de Sousa para participar do Monica Parade. Em comemoração aos 50 anos da personagem Mônica a cidade de São Paulo ganha a intervenção urbana que expõe 50 esculturas confeccionadas em fibra de vidro tem 1,60 cm de altura e estão fixas numa base de 25 cm.

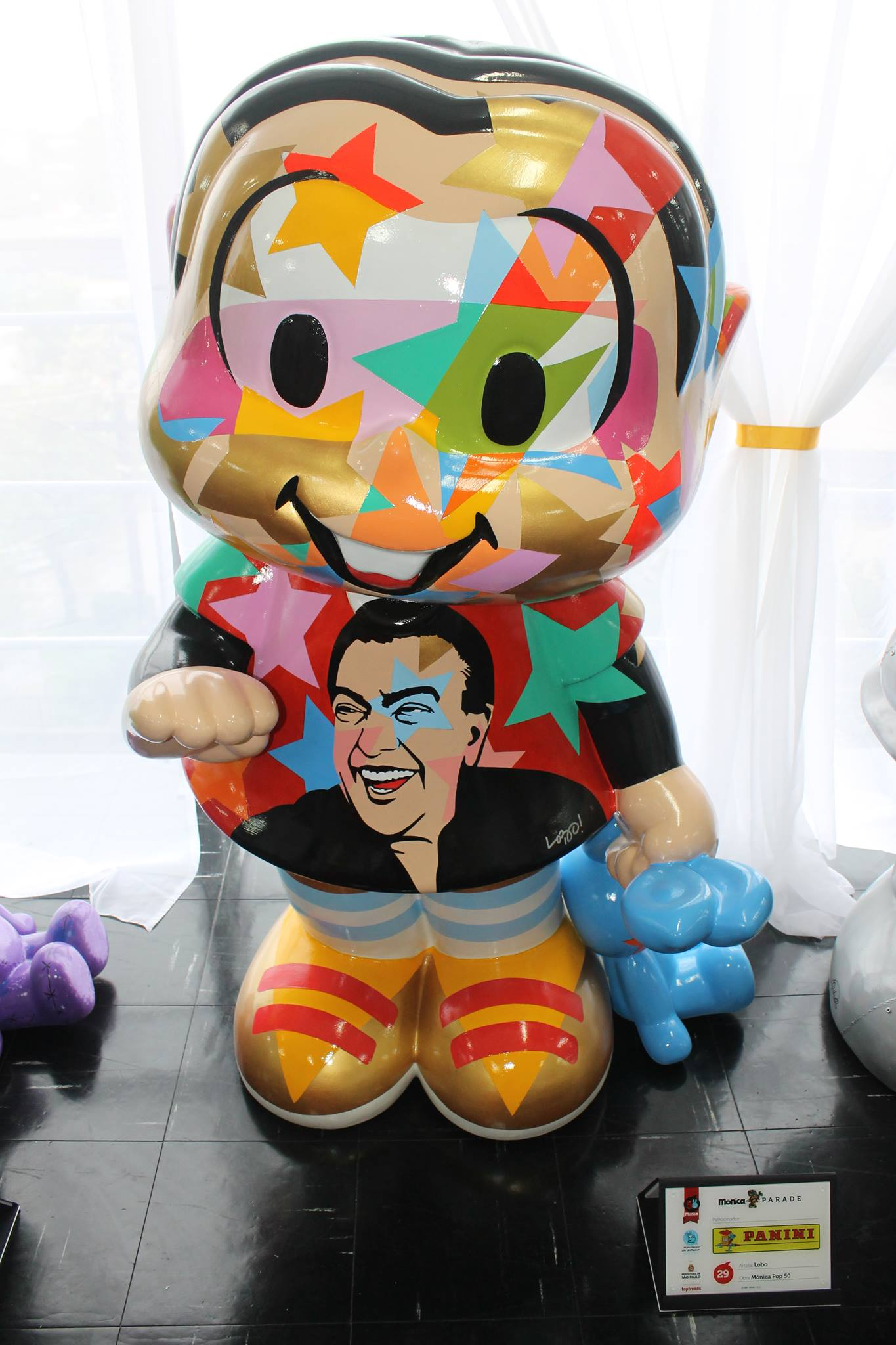
Artista Lobo no Mônica Parade

No entanto a estatua confeccionada pelo artista Lobo foi furtada na madrugada, em menos de três horas após a equipe da Monica Parede deixa-lá no local da exposição, na Rua Oscar Freire no Bairro Jardins. O caso ficou sob investigação policial por alguns dias e ganhou destaque nas mídias, jornais e telejornais do Brasil. Após denúncia anônima indicando que a escultura tinha sido abandonada na cidade de Guarulhos. A filha de Mauricio de Sousa, Mônica de Sousa foi até a delegacia para reencontrar a escultura da personagem inspirada nela mesma. Após uma pequena restauração a escultura criada por Lobo a Mônica Pop 50 foi colocada na Avenida Paulista, em frente ao Conjunto Nacional onde fãs e curiosos faziam fila e disputavam pelo direito a uma foto ao lado da Mônica.
Em 2014, o artista foi convidado pelo Grupo RBS para pintar ao vivo, durante o Marketing Network Brasil. O evento foi realizado no Hotel Transamérica, na Ilha de Comandatuba
Em 2015 a Heineken completou cinco anos de Brasil e, para comemorar a data, a marca realizou uma ação com o propósito de resgatar, junto aos colaboradores, as principais conquistas da Heineken desde sua chega no Brasil. Os colaboradores foram convidados a enviar ao time de comunicação interna suas percepções e sugestões. A partir desse conteúdo, foi formado um ranking com as conquistas mais sugeridas e o artista Lobo, foi convidado a ilustrá-las no estilo em uma tela de três metros que está exposta no escritório central em São Paulo.

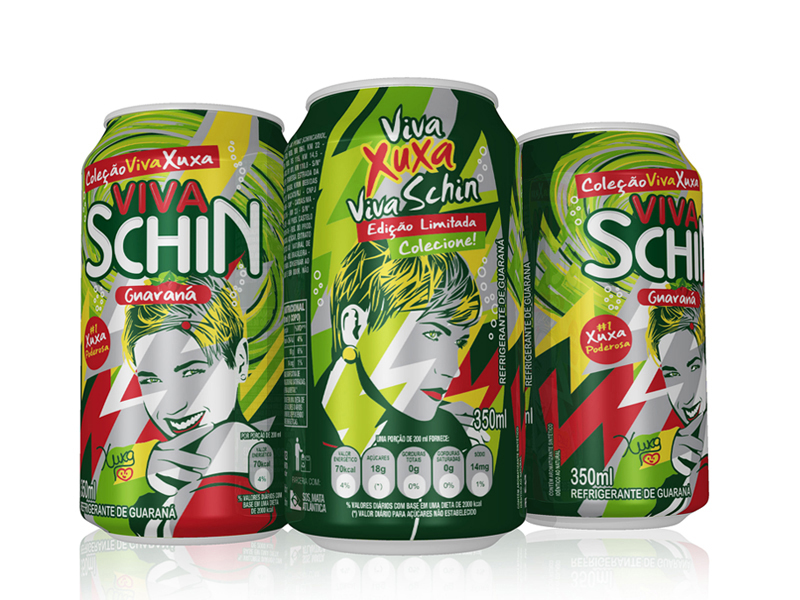
Linha de embalagens colecionáveis Viva Schin com a arte do Artista Lobo

Em 2016, a Viva Schin, marca de refrigerantes da Brasil Kirin, lançou uma linha de embalagens colecionáveis inspiradas na carreira da apresentadora Xuxa. Oito latas “Viva Xuxa” foram criadas pelo artista plástico Lobo e são  comercializadas em todo o Brasil. Essa é a segunda vez que Viva Schin e Lobo se unem em homenagem a Xuxa, que é embaixadora da marca de refrigerantes.
No ano de 2017 aconteceu a 10 Edição do Cow Parade Brasil
, e Lobo é convidado para retratar e homenagear uma das 45 cidades por onde já passaram o que é considerado o mais bem sucedido evento de arte urbana do mundo. Inspirado pela temática “uma viagem pelo mundo” a estatua pintada por Lobo foi uma homenagem a cidade de Las Vegas (Nevada, Estados Unidos) inspirado pelas cores, luzes e alguns cartões postais da cidade como o Hotel Flamingo, o Golden Nugget, Luxor Hotel, o cantor Elvis Presley entre outros pontos turísticos da cidade.

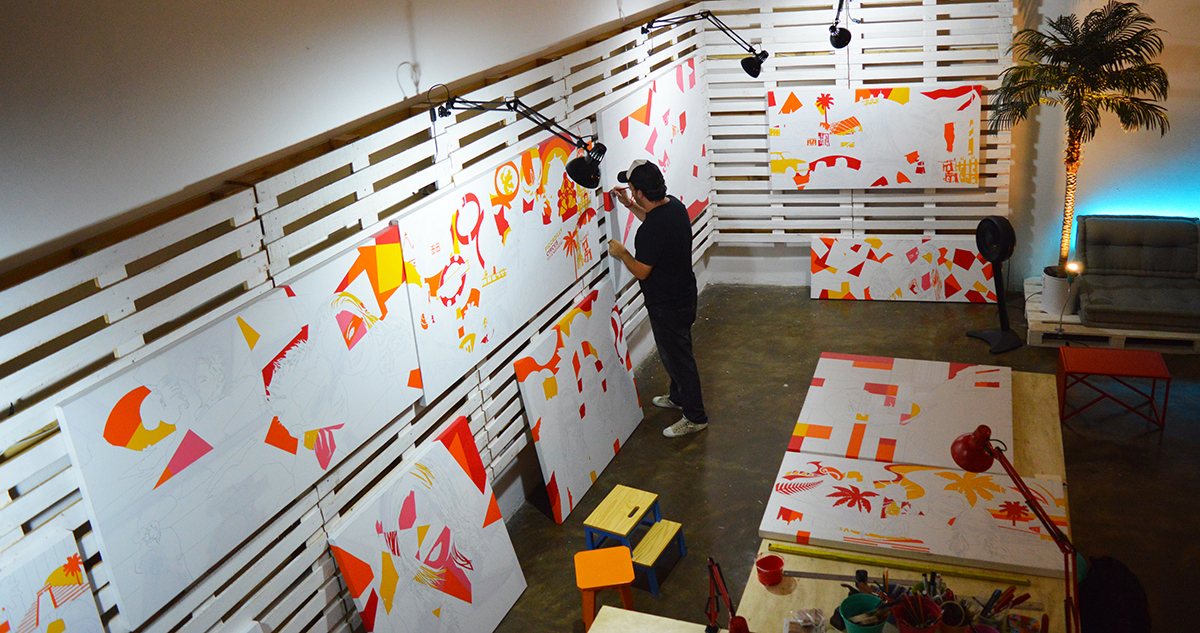
Artista Lobo em seu atelier

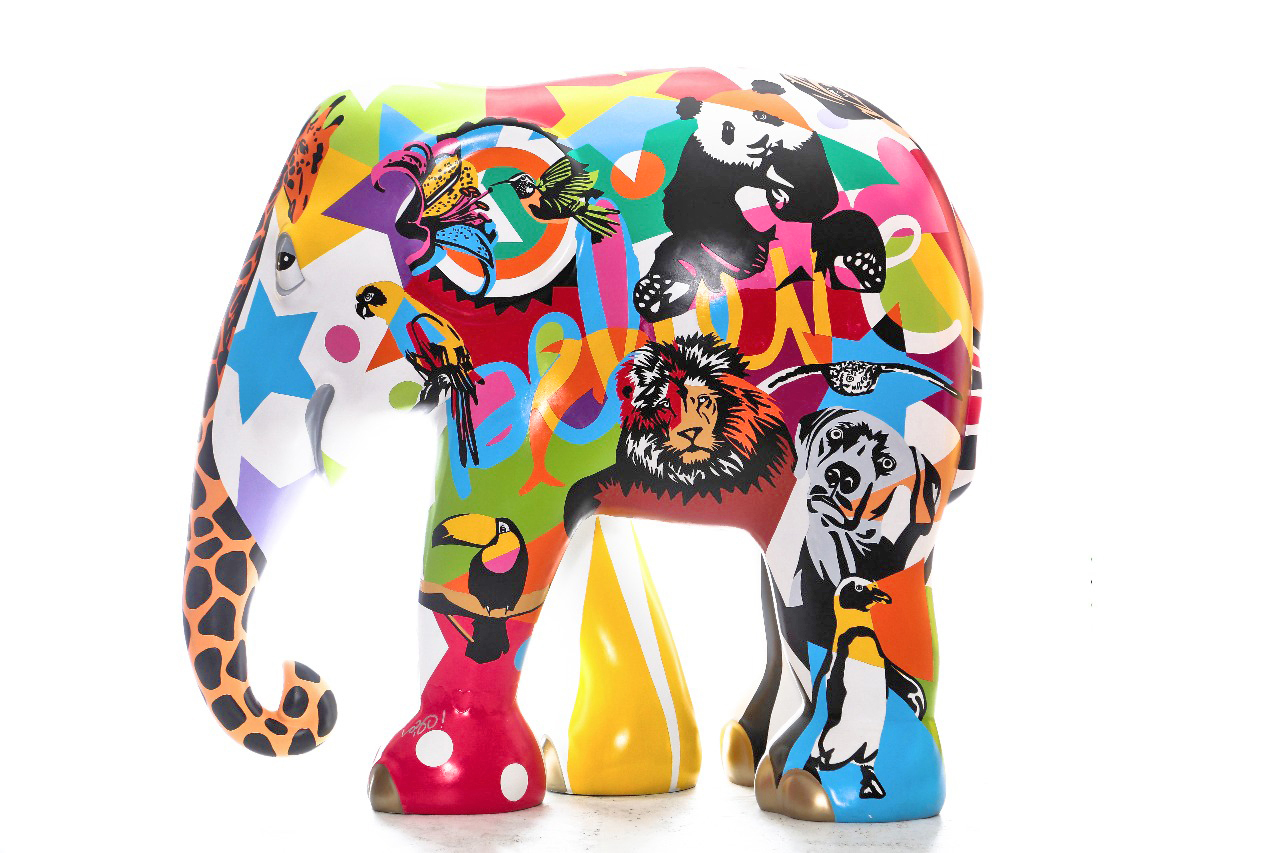
Pintura em Pop Art para Elephant Parade

Ainda em 2017, A Yázigi, patrocinadora oficial do Elephant Parade em São Paulo, convidou o artista Lobo para pintar dois elefantes! Os alunos da Yázigi, criaram desenhos e redações que transmitiam mensagens para inspirar três artistas brasileiros na personalização de esculturas de filhotes de elefantes em tamanho real.
Elephant Parade evento que já passou por mais de 15 países e a edição 2017 aconteceu em São Paulo e contou com esculturas de elefante decoradas espalhadas pela cidade; e Lobo foi convidado para pintar duas esculturas. As esculturas no tamanho real de um elefante bebê são leiloadas ao final da exposição em São Paulo e a quantia arrecada é destinada a projetos de filantropia local e projetos de preservação dos elefantes.
Em 2018 a rede de televisão americana Fox (Fox Broadcasting Company) convida o artista plástico Lobo para contribuir com sua arte para um dos cenários do seriado LA to Vegas. O seriado que estreou na rede americana em janeiro de 2018, conta a história de uma companhia aérea a Jackpot Airlines seus tripulantes excêntricos e passageiros veem na viagem para Las Vegas a oportunidade de voltarem para Los Angeles como vencedores.
Ainda em 2018 Lobo é convidado pela empresa Mercado Livre para pintar murais em sua nova sede em Florianópolis. O conceito do primeiro mural (que mede 13metros) foi inspirado nas cidades brasileiras, misturando ícones foi representar países da América Latina onde a empresa também atua. Argentina, Peru, Uruguai, México, Equador, Chile foram alguns países homenageados no mural.

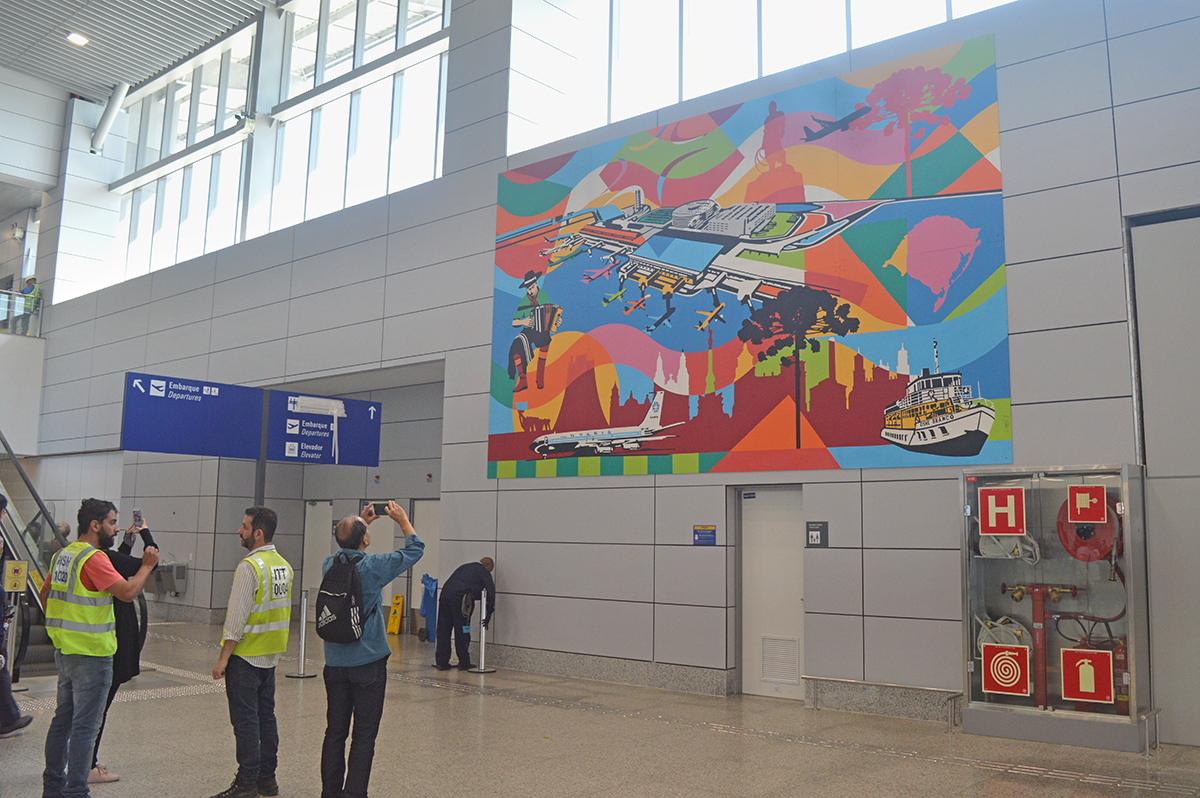
Pintura Aeroporto Salgado Filho

Em 2019, a Fraport, empresa alemã que venceu a licitação para administrar uma das principais portas de entrada no Rio Grande do Sul, Porto Alegre, convida o artista Lobo a pintar sete painéis retratando a cultura gaúcha. A primeira fase do novo Aeroporto Salgado Filho foi entregue em 2019.

Ainda em 2019, Lobo foi convidado pela Mercado Livre a pintar o novo Centro de Distribuição em Cajamar.

## Estilo do Pintor
Lobo é conhecido como referência da Pop Art no Brasil e também no exterior. Sua inspiração vem de uma geração new wave, embalada por The B-52s, David Bowie, Sigue Sigue Sputnik, entre outros. A imagem do Robert Smith (The Cure) pintada na primeira tela do artista Lobo é prova de que a música, mesmo que de forma indireta, foi uma grande influência no início de sua carreira.
Pop art ou Arte pop é um movimento artístico surgido na década de 1950 na Inglaterra, mas que alcançou sua maturidade na década de 1960 nos Estados Unidos.

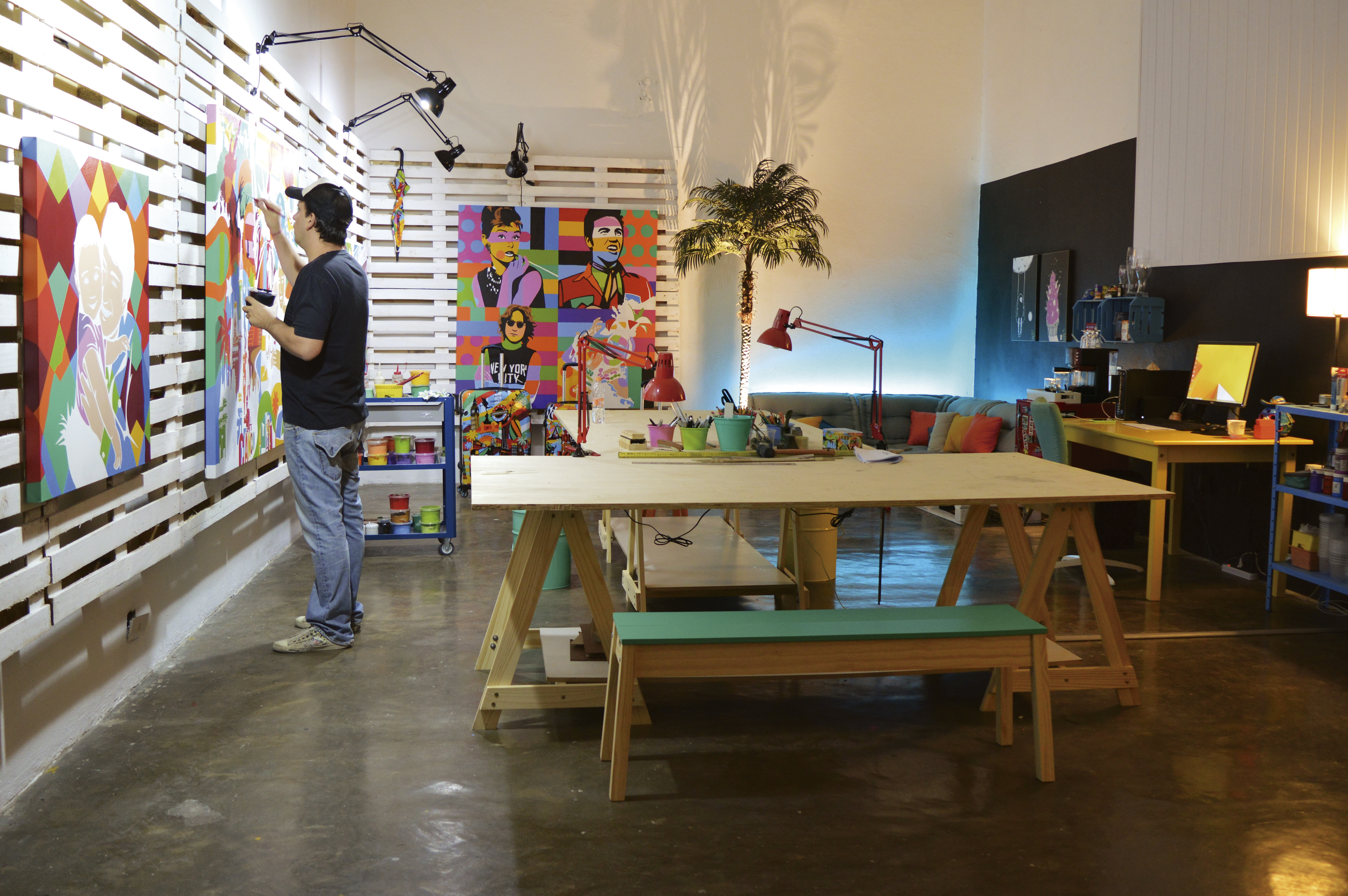
Atelier do Artista Lobo.
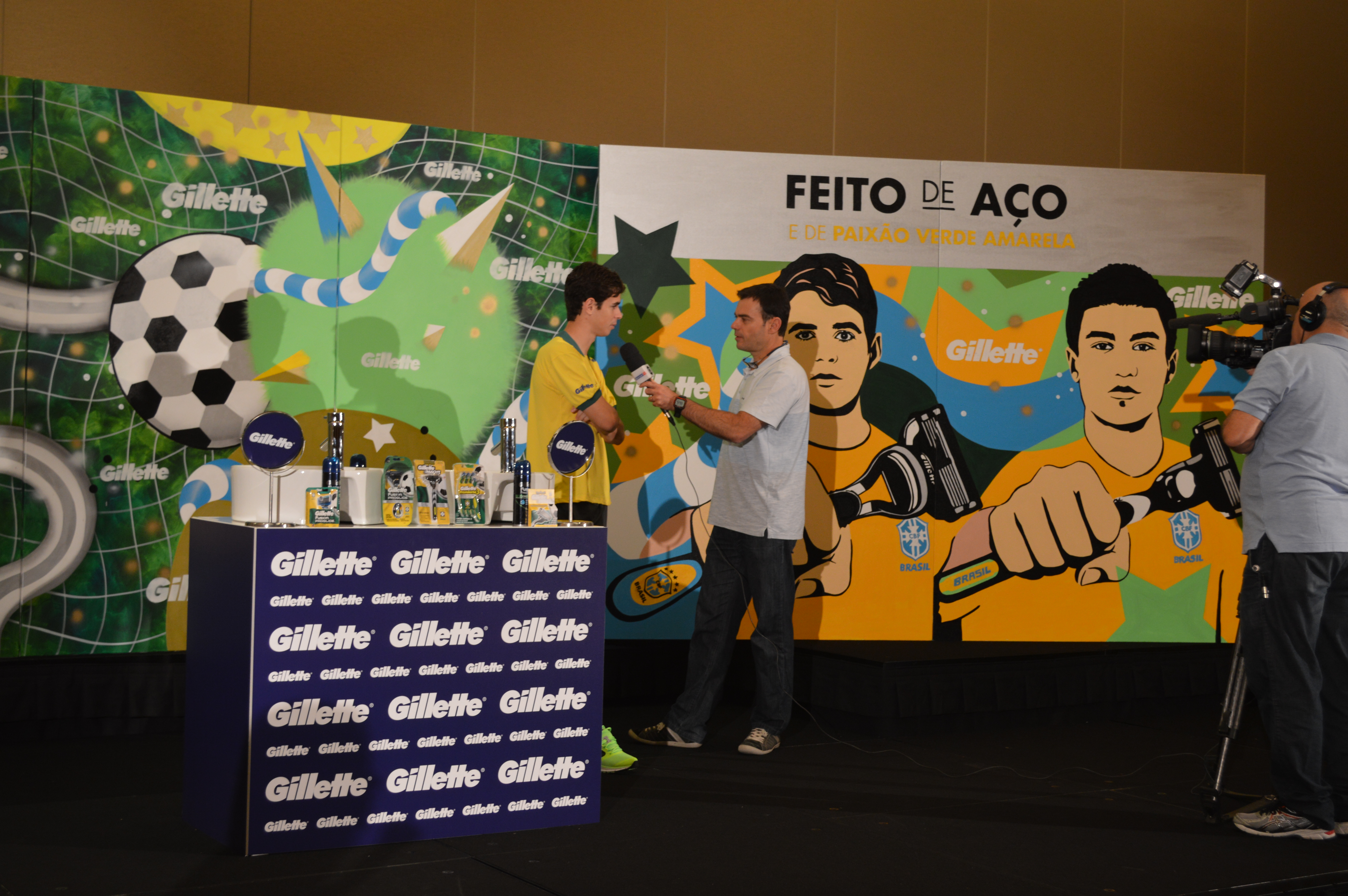
Arte do Lobo para campanha da Gillette.
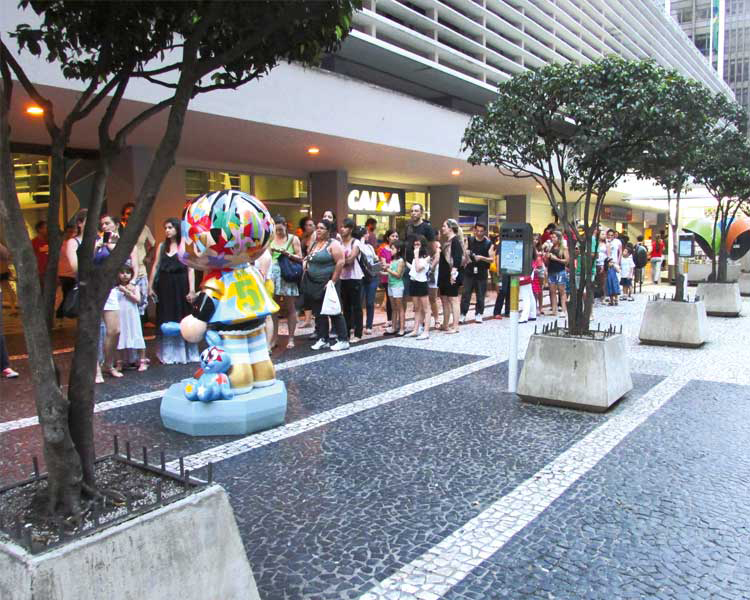
Estátua do Artista Lobo na Avenida Paulista para o Mônica Parade.
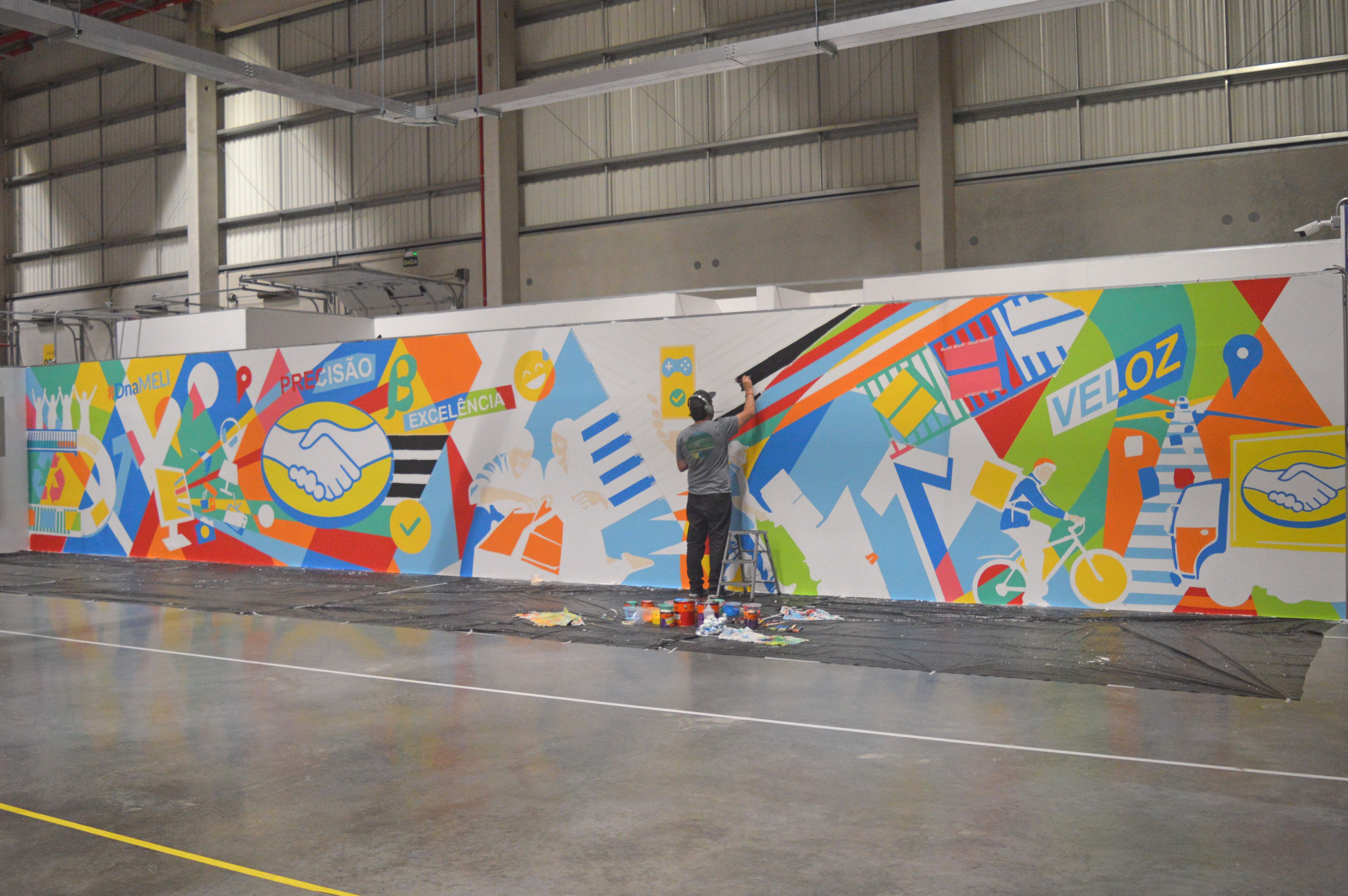
Artista Lobo faz pintura em mural para Mercado Livre
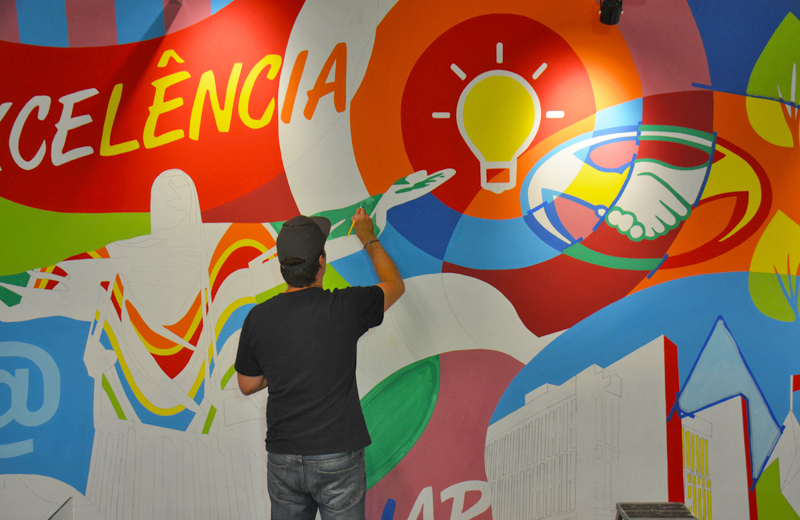
Artista Lobo pinta mural para Mercado Livre